# Crise na Venezuela de 1902–1903
A Crise da Venezuela de 1902–1903 foi um bloqueio naval, que durou de dezembro de 1902 a fevereiro de 1903, imposto pela Grã-Bretanha, Alemanha e Itália contra a Venezuela, como resultado da recusa do presidente da Venezuela, Cipriano Castro em pagar as dívidas externas e os prejuízos sofridos pelos cidadãos europeus em uma guerra civil recente no país.

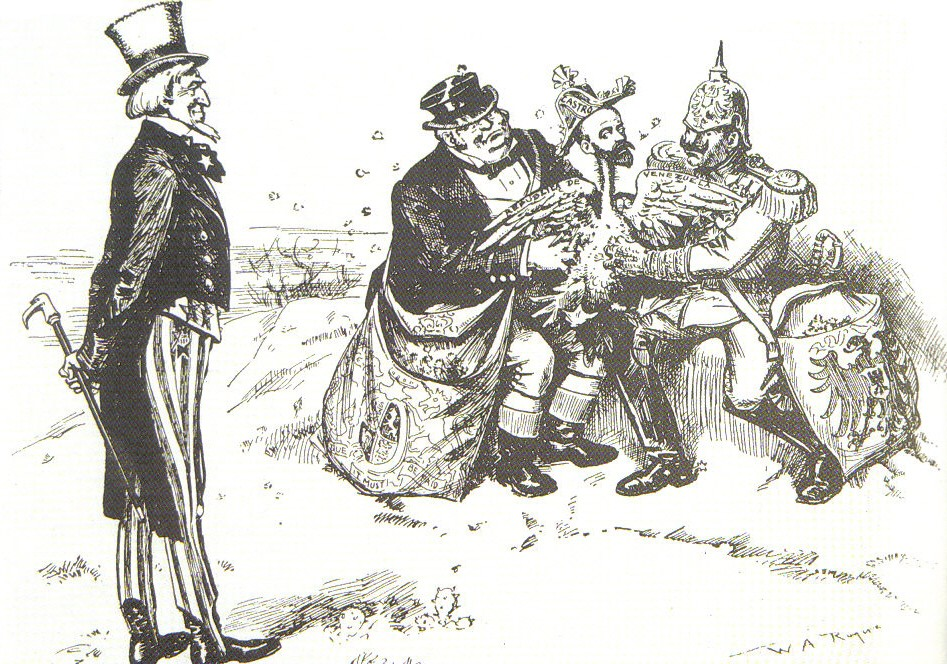
Caricatura de Cipriano Castro, por W.A. Rogers, publicada no New York Herald, janeiro de 1903. Castro aparece como um ganso franzino que é depenado pelos britânicos e alemães enquanto são observados pelo Tio Sam.

Castro acreditava que, em virtude da Doutrina Monroe, os Estados Unidos impediriam qualquer ação militar por parte dos Estados europeus, mas no momento os Estados Unidos viram esta doutrina como relativa a apenas uma possível ocupação territorial, e não de uma intervenção militar. Com a promessa dos países europeus envolvidos de que não haveria uma ocupação militar, o governo estadunidense permitiu que a ação fosse adiante sem objeção. A frota europeia impôs um bloqueio naval, que facilmente neutralizou os navios da Marinha da Venezuela, porém Castro recusou a rendição, preferindo apresentar alguns pedidos de arbitragem internacional; uma arbitragem que havia anteriormente rejeitado. A Alemanha protestou sobre isso, em especial, argumentando que a Venezuela teria que aceitar algumas das exigências sem a intervenção da arbitragem.
Quando a imprensa estadunidense reagiu negativamente a alguns incidentes, incluindo o naufrágio de dois navios venezuelanos e o bombardeio do litoral, os Estados Unidos colocaram pressão sobre as partes envolvidas para resolverem o assunto por um consenso e colocaram a sua frota naval nas proximidades das áreas do bloqueio. Com a intransigência de Castro se recusando a desistir, a pressão dos Estados Unidos e a reação cada vez mais negativa da imprensa britânica e estadunidense para o caso, as nações europeias que impuseram o bloqueio aceitaram um compromisso, mantendo o bloqueio naval durante as negociações posteriores. Em 13 de fevereiro de 1903, houve a assinatura de um acordo, que previa o prazo para o fim do bloqueio naval e obrigou a Venezuela a pagar 30% dos seus direitos aduaneiros de compensação para as nações europeias envolvidas.
Quando a Corte Permanente de Arbitragem em Haia posteriormente concedeu um tratamento preferencial aos autores do bloqueio contra as reivindicações de outras nações, os Estados Unidos temiam que esta decisão fosse incentivar futuras intervenções europeias. Este episódio contribuiu para o desenvolvimento do Corolário Roosevelt na Doutrina Monroe, afirmando o direito dos Estados Unidos de intervir para “estabilizar” os assuntos econômicos dos países da América Central e do Caribe, caso estes fossem incapazes de pagar suas dívidas internacionais, a fim de impedir uma intervenção europeia. Apesar da intervenção dos Estados Unidos ficar confinada à ação diplomática, a defesa dos interesses estadunidenses na América Central coloca a crise venezuelana dentro de uma série de conflitos conhecidos como Guerras das Bananas.

## Historiografia
- Kontreadmiral z. D. Scheder-Bieschin: Die Blockade von Venezuela 1902/03. Ein Gedenkblatt nach 25 Jahren, en: Marine-Rundschau, Tomo 32, 1927, p. 542-558.
- Ragnild Fiebig-von Hase: Lateinamerika als Konfliktherd der deutsch-amerikanischen Beziehungen 1890-1903. Vom Beginn der Panamerikapolitik bis zur Venezuelakrise von 1902/03, 2 Tomos, Göttingen 1986.